# Свята Замбії
Свята Замбії:

## Список
- 1 січня — Новий рік
- 12 березня — День молоді
- 1 травня — День праці
- 25 травня — Африканський день свободи
- 2 липня — День героїв
- 3 липня — День єднання
- 6 серпня — День фермерів
- 24 жовтня — День незалежності (1964)